# Jardins de pierre
Pour les articles homonymes, voir Le jardin de pierres (film, 1976).
Pour plus de détails, voir Fiche technique et Distribution.
Jardins de pierre (Gardens of Stone) est un film américain réalisé par Francis Ford Coppola, sorti en 1987.

## Synopsis
En 1968, le sergent Clell Hazard (James Caan) et le sergent-major Goody Nelson (James Earl Jones), vétérans de guerre, notamment celle de Corée, sont cantonnés au bataillon de parade à Washington. Ils ont sous leurs ordres de jeunes recrues qui officient au cimetière militaire d’Arlington lors d'innombrables enterrements de soldats morts au Viêt Nam. Quand débarque un jeune soldat, militaire jusqu'au bout des ongles, Jackie Willow (D. B. Sweeney), fils d’un vieil ami de Hazard, celui-ci le prend sous son aile malgré leurs divergences d’opinion sur la guerre en cours.
Willow ne rêve que de guerre et de médailles tandis que Hazard, ayant déjà connu le bourbier vietnamien, tente de lui faire comprendre que cette guerre n’en est pas une comme les autres. Alors que Willow retrouve son ex-petite amie qu’il finira par épouser, Hazard rencontre une journaliste (Anjelica Huston), violemment opposée à la guerre. L’idylle se nouera malgré tout alors que Willow, devenu officier, part pour le Viêt Nam où, désabusé, comme le montre son courrier, il finira par être tué au désespoir du sergent Hazard.

## Fiche technique
- Titre francophone : Jardins de pierre
- Titre original : Gardens of Stone
- Réalisation : Francis Ford Coppola
- Scénario : Ronald Bass, d'après le roman de Nicholas Proffitt
- Musique : Carmine Coppola
- Photographie : Jordan Cronenweth
- Montage : Barry Malkin
- Décors : Dean Tavoularis
- Direction artistique : Alex Tavoularis
- Producteurs : Francis Ford Coppola et Michael I. Levy
- Sociétés de production : ML Delphi Premier Productions, TriStar et American Zoetrope
- Distribution :
- Genre : drame
- Budget : 13 millions de dollars
- Dates de sortie[1] :

 États-Unis : 8 mai 1987
 France : 6 janvier 1988

## Distribution
- James Caan (VF : Bernard Tiphaine) : le sergent Clell Hazard
- Anjelica Huston (VF : Béatrice Delfe) : Samantha Davis
- James Earl Jones (VF : Benoît Allemane) : le sergent-major « Goody » Nelson
- D. B. Sweeney (VF : Thierry Bourdon) : Jackie Willow
- Dean Stockwell (VF : Jean Barney) : le capitaine Homer Thomas
- Mary Stuart Masterson (VF : Virginie Ledieu) : Rachel Feld
- Dick Anthony Williams (VF : Med Hondo) : Slasher Williams
- Lonette McKee : Betty Rae
- Sam Bottoms : le lieutenant Webber
- Elias Koteas (VF : Eric Legrand) : Pete Deveber
- Laurence Fishburne : le sergent Flanagan
- Casey Siemaszko : (VF : Bernard Gabay) : Albert Wildman
- Peter Masterson (VF : Raymond Loyer) : le colonel Feld
- Carlin Glynn : Mme Feld
- Erik Holland (VF : Jean Lagache) : le colonel Godwin
- Bill Graham (VF : Sady Rebbot) : Don Brubaker
- Terrence Currier : l'éditeur

## Production

### Genèse et développement
Contrairement à son précédent film de guerre Apocalypse Now (1979), Francis Ford Coppola a cette fois bénéficié de l'appui et de l'aide des différentes forces armées des États-Unis (US Army, US Navy, Coast Guards, Marines et Air Force).

### Attribution des rôles
Griffin O'Neal (en), fils de Ryan O'Neal, devait initialement incarner Albert Wildman. Il est cependant impliqué dans un accident de bateau qui coute la vie à Gian-Carlo Coppola, fils aîné de Francis Ford Coppola, le 26 mai 1986. Il demandera à être remplacé. Certaines sources précisent que Gian-Carlo Coppola devait lui aussi apparaitre dans le film, dans le rôle de Pete Deveber.
Peter Masterson, Carlin Glynn et Mary Stuart Masterson ont les mêmes liens que leurs personnages respectifs, à savoir père, mère et fille.

### Tournage
Le tournage a lieu en Virginie (cimetière national d'Arlington) ainsi qu'à Washington, DC.

## Accueil
Le film reçoit des critiques mitigées. Sur l'agrégateur américain Rotten Tomatoes, il récolte 47% d'opinions favorables pour 15 critiques et une note moyenne de 4,88⁄10.
Le film ne récolte que 5 262 047 $ au box-office américain. En France, il totalise 245 263 entrées.